# Gall de Java
El gall de Java (Gallus varius) és una espècie d'ocell de la família dels fasiànids (Phasianidae) que habita la selva de Java i illes properes, i illes Petites de la Sonda, arribant fins Sumba i Flores.